# Hemiphileurus laeviceps
Hemiphileurus laeviceps är en skalbaggsart som beskrevs av Gilbert John Arrow 1947. Hemiphileurus laeviceps ingår i släktet Hemiphileurus och familjen Dynastidae. Inga underarter finns listade i Catalogue of Life.